# Begraafplaats van Deinze
De Begraafplaats van Deinze is een gemeentelijke begraafplaats in de Oost-Vlaamse stad Deinze. De begraafplaats ligt 570 m ten noorden van de Onze-Lieve-Vrouwekerk.

## Oorlogsgraf
Op de begraafplaats ligt het graf van de Belgische officier Camille Albert Joseph de Saint Aubin. Hij was luitenant bij de Royal Air Force en bestuurde zijn Spitfire op 19 oktober 1944 toen hij na een missie in Nederland werd neergehaald boven Waterland-Oudeman. Hij overleed die dag aan de gevolgen van zijn verwondingen en werd daar begraven. Later werd hij bijgezet in het familiegraf in Deinze. Bij de Commonwealth War Graves Commission staat hij geregistreerd onder Deinze Communal Cemetery.

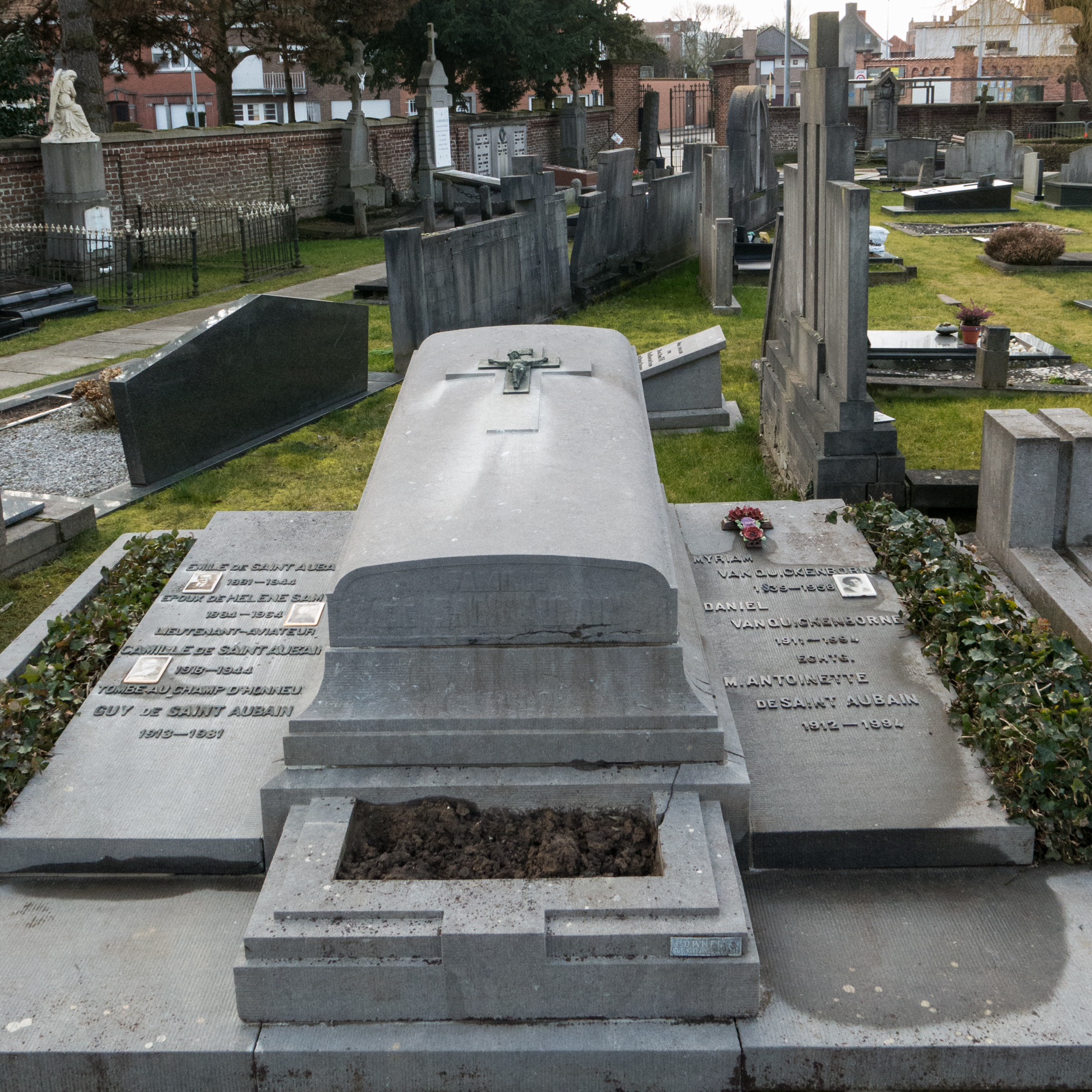
Graf van de familie de Saint Aubin